# Dragon Slayer
Dragon Slayer foi uma revista de RPG publicada entre 2005 e 2013, criada pela fusão das equipes da Revista Dragão Brasil e da D20 Saga. Seu foco inicial estava no sistema d20 e no conteúdo sob a Open Game License (OGL), seguindo o caminho aberto pela Dragão Brasil em 2003 com o lançamento do Tormenta d20.
Em 2009, a DragonSlayer passou por uma importante transformação editorial. A partir de seu número 24, a produção da revista foi assumida pela Jambô Editora, conhecida por publicar Tormenta RPG, enquanto a distribuição ficou sob responsabilidade da Editora Escala e não mais pela Manticora. Essa mudança trouxe uma nova equipe de editores - Guilherme Dei Svaldi, Gustavo Brauner e Leonel Caldela, que ficaram conhecidos como o "Trio Tormenta Ultimate", substituindo os editores originais. Neste período, a DragonSlayer se tornou a única revista impressa de RPG ainda disponível em bancas de jornal em todo o país.
O ano de 2010 marcou uma fase de diversificação para a revista. Com as restrições impostas pela Game System License (GSL) da Wizards of the Coast, a DragonSlayer ampliou seu escopo para além do sistema d20. Passou a dar maior destaque ao 3D&T, que havia sido retomado por Marcelo Cassaro em 2008 após questões judiciais, e ao RPG Mutantes & Malfeitores, um jogo de super-heróis estrangeiro publicado pela Jambô.

## Publicação
Inicialmente a revista foi publicada pela Editora Manticora (mesma editora da revista D20 Saga), editora que também publicou o RPG Primeira Aventura, inspirado no primeiro Dungeons & Dragons.
Já na primeira edição, a revista trazia uma nova série de história em quadrinhos ambientada em Arton: Dragon's Bride ou DBride - Noiva Do Dragão escrita por Marcelo Cassaro e desenhada por Érica Awano. Em 2011, a Jambô publicou uma edição especial encadernada de história. A quarta edição foi lançada pela Editora Escala no primeiro semestre de 2006. Possuía, como cenário oficial, os Reinos de Moreania, que na verdade faz parte do mundo de Arton, continente principal do cenário Tormenta (criado durante a estadia da equipe na Dragão Brasil).  
Em 2009, a partir do número 24, a revista passou a ser produzida pela Jambô Editora (editora que também pública títulos de Tormenta e 3D&T) e publicada pela Editora Escala, com os autores Guilherme Dei Svaldi, Gustavo Brauner e Leonel Caldela assumindo o lugar do Trio Tormenta como editores. Com o cancelamento da Dragão Brasil, se tornou a única revista impressa dedicada ao RPG no país. Os novos editores passaram a ser conhecidos como "Trio Tormenta Ultimate".
Após o lançamento de Dungeons & Dragons Quarta Edição pela Devir Livraria, iniciando como o livro "Fortaleza no Pendor das Sombras", passou a vigorar a Game System License (GSL) ou Licença de Sistema de Jogo, que é mais restritiva que a OGL, com isso, as editoras não usam mais a marca D20 e optaram por versões OGL, é o caso do Tormenta RPG, com regras modificadas do sistema D20.
Em 2010, a revista começou a abordar também  3D&T e Mutantes & Malfeitores, publicados pela Jambô. As edições 29 e 30 da Dragon Slayer trouxeram um sistema de RPG baseado em Titan, o cenário da série d livros-jogos Aventuras Fantásticas (Fighting Fantasy). Com texto de Gustavo Brauner, tradutor da série pela Jambô, as regras usavam apenas dados de seis faces, mantendo a simplicidade dos livros originais.
Em 2013, a revista foi cancelada na edição 40, a editora Jambô divulgou que passaria a publicar material diretamente no seu site oficial.
Em 2016, a Jambô retornou a Dragão Brasil através de financiamento coletivo.